# Послання до Римлян

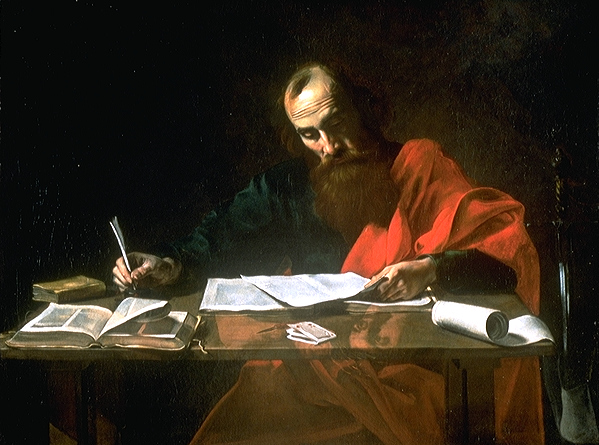
Valentin de Boulogne чи Nicolas Tournier. «Апостол Павло за написанням листа»

Посла́ння до Ри́млян, або Лист до Ри́млян — книга Нового Завіту. Послання написано апостолом Павлом у Коринфі. Фіва (16:1) з Кенхреїв передала його до Риму, і Гай з Коринфа приймав апостола в той час, коли він писав його (16:23; 1 Кор. 1:14), і Ераст був доморядником міста, тобто Коринфа (2 Тим. 4:20).
Один із семи Павлових листів, що їхнє авторство не підлягає сумніву.

## Час написання
Точний час написання не згадується в посланні, але очевидно воно було написане, коли апостол збирався «йти до Єрусалиму послужити святим», тобто, при завершенні його другого візиту до Греції, протягом зими, яка передувала останньому відвіданню ним того міста (15:25; порівн. Дії 19:21; 20:2, 20:3, 20:16; 1 Кор. 16:1-4), на початку 58 року н. е.

## Передумови написання
Дуже ймовірно, що християнство було започатковане в Римі деякими з тих, хто знаходився в Єрусалимі в день П'ятидесятниці (Дії 2:10). В цей час в Римі було дуже багато євреїв, і ймовірно їхні синагоги відвідували також римляни, які таким чином познайомилися з визначними фактами щодо Ісуса, як про них розповідалося серед євреїв. Таким чином в Римі була сформована церква, складена як з євреїв, так і язичників. Багато хто з братів вийшов, щоб зустрічати Павла на його підході до Риму. Є свідоцтва, що християни знаходилися тоді в Римі в значній кількості, і мали ймовірно більш ніж одне місце зустрічі (Рим. 16:14, 16:15).
Апостол Павло не був знайомий з громадою Риму, але водночас мав там чимало знайомих. Лист добре структурований, ймовірно до його написання було докладено значних зусиль.

## Мета написання
Мета апостола при написанні до цієї церкви полягала в поясненні значущих доктрин Євангелія. Його послання було «своєчасною порадою». Особисто глибоко вражений відчуттям цінності доктрин спасіння, він розкриває у ясній і зв'язній формі цілу систему Євангелія, як стосовно євреїв, так язичників. Це послання особливе в тому, що це — систематичне роз'яснення Євангелія універсального застосування. Це послідовний заклик на захист неюдеїв, звернений до євреїв. Ця ж тема обговорюється у посланні до Галатів, але там апостол посилається на свої власні повноваження, тому що церква в Галатії була заснована ним.

## Зміст послання, та його розділи
Після вступу (1:1-1:15) апостол представляє доктрину виправдання вірою у її різноманітних аспектах та зв'язках (1:16-11:36), базуючись на праведності Христа. Він показує, що спасіння — благодать, і тільки благодать. Цей головний розділ його листа завершується різними практичними напученнями (12:1-15:13), які завершуються висновком, що містить особисті пояснення і привітання, які містять імена двадцяти чотирьох християн в Римі, благословення і славослів'я (15:14-16:).

## Джерело
- Easton's Bible Dictionary. Epistle to the Romans. [Архівовано 23 квітня 2021 у Wayback Machine.]
- Біблійний словник Істона